# Walter McFarland
Walter McFarland (Belfast, 1945 - ibídem, 15 de agosto de 2014) fue un entrenador y jugador de fútbol británico que jugaba en la demarcación de defensa.

## Biografía
Debutó como futbolista en 1962 con el Crusaders FC. Durante su estancia en el club capitaneó al equipo en Europa jugando contra equipos como el Liverpool FC o el Valencia CF. Además ganó la NIFL Premiership, la Copa de Irlanda del Norte, la County Antrim Shield y la Copa Ulster. Tras abandonar el club en 1977 se convirtió en jugador-entrenador del Ballyclare Comrades FC por un año, retirándose en 1978.
En septiembre de 2007 entró en el salón de la fama del Crusaders FC.
Falleció el 15 de agosto de 2014 a los 69 años de edad.

## Clubes

### Como futbolista
| Club                   | País              | Año         |
| ---------------------- | ----------------- | ----------- |
| Crusaders FC           | Irlanda del Norte | 1962 - 1977 |
| Ballyclare Comrades FC | Irlanda del Norte | 1977 - 1978 |

### Como entrenador
| Club                   | País              | Año         |
| ---------------------- | ----------------- | ----------- |
| Ballyclare Comrades FC | Irlanda del Norte | 1977 - 1978 |

## Palmarés

### Campeonatos nacionales
| Título                    | Club         | País              | Año  |
| ------------------------- | ------------ | ----------------- | ---- |
| NIFL Premiership          | Crusaders FC | Irlanda del Norte | 1973 |
| NIFL Premiership          | Crusaders FC | Irlanda del Norte | 1976 |
| Copa de Irlanda del Norte | Crusaders FC | Irlanda del Norte | 1967 |
| Copa de Irlanda del Norte | Crusaders FC | Irlanda del Norte | 1968 |
| County Antrim Shield      | Crusaders FC | Irlanda del Norte | 1965 |
| County Antrim Shield      | Crusaders FC | Irlanda del Norte | 1969 |
| County Antrim Shield      | Crusaders FC | Irlanda del Norte | 1974 |
| Copa Ulster               | Crusaders FC | Irlanda del Norte | 1964 |